# Символы рупии
Символы (знаки) рупии — символы, используемые и использовавшиеся для краткого представления денежных единиц, которые носят название «рупия» (индийской, индонезийской, маврикийской, непальской, пакистанской, сейшельской, шри-ланкийской):
- официально утвержденный символ «₹» и другие варианты краткого представления индийской рупии (₹ • Re. (мн. Rs.) • ₨); представляет собой перечеркнутую в верхней части букву र (ра, ra, ṛa или rha) деванагари, одной из разновидностей индийского письма, используемой сразу в нескольких официальных и местных языках Индии -- символ индийской рупии;
- в латинице для всех разновидностей рупии — «₨» (см. Символ рупии), который в зависимости от используемого шрифта может выводиться как Rs (символ всех рупий, кроме современной индийской и индонезийской) или Rp (символ индонезийской рупии);
- в письме гуджарати прежде всего для индийской рупии — «૱» (гуджаратский символ рупии);
- в тамильском письме прежде всего для шри-ланкийской и индийской рупий — «௹» (тамильский символ рупии);
- в бенгальском письме устаревший знак рупии («৲») — бенгальский знак рупии;
- на севере Индии прежде всего для индийской рупии — «꠸» (северо-индийский знак рупии);
- символ «৳» и другие варианты краткого представления бангладешской таки (৳ • Tk); он же символ рупии в бенгальском письме -- символ таки, или бенгальский символ рупии.

## Современный символ индийской рупии
15 июля 2010 года по итогам конкурса на лучший дизайн знака индийской рупии Объединенный кабинет Индии утвердил в качестве символа национальной валюты графему . Этот знак представляет собой перечеркнутую в верхней части букву र (ра, ra, ṛa или rha) деванагари, одной из разновидностей индийского письма, используемой сразу в нескольких официальных и местных языках Индии: в санскрите, хинди, маратхи, синдхи, бихари, бхили, марвари, конкани, бходжпури, непали, неварском языке, а также иногда в кашмири и романи. Характерной особенностью письма деванагари является верхняя (базовая) горизонтальная черта, к которой прикреплены «свисающие» вниз буквы. При этом символ близок по написанию к латинской букве R без вертикальной черточки. Автором знака является Удая Кумар (Udaya Kumar), студент Индийского политехнического института в Мумбаи, получивший в качестве вознаграждения 250 тыс. рупий (около 5,5 тыс. долларов).

## Символ Rs (Rp)
До 15 июля 2010 года в качестве символа индийской рупии использовалось сокращение Rs, имевшее собственный Unicode (U+20A8) и несколько особенностей.
Прежде всего в зависимости от избранного шрифта символ выводится или как Rs, или как Rp. Первый являлся символом индийской рупии, остается символом маврикийской, непальской и других рупий, второй — рупии пакистанской. В шрифтах Arial Unicode MS, Lucida Sans и некоторых других символ выводится в виде Rs, где верхняя часть буквы R перечеркнута горизонтальным штрихом.
Примеры вывода символа ₨ в различных шрифтах:
| Шрифт                | ₨ | Шрифт             | ₨ | Шрифт               | ₨ |
| -------------------- | - | ----------------- | - | ------------------- | - |
| Arial Unicode MS     | ₨ | Lucida Sans       | ₨ | Lucida Sans Unicode | ₨ |
| Microsoft Sans Serif | ₨ | Palatino Linotype | ₨ | Tahoma              | ₨ |

Ещё одна особенность состоит в том, что Rs — сокращение только для множественного числа (от rupees): Rs.2 (две рупии), Rs.5 (пять рупий) и т. д. Сокращение для единственного числа (rupee) — Re. (Re.1), не имеющее собственного Unicode.

### Другие варианты символа индийской рупии
Помимо сокращения Rs в различных разновидностях индийского письма используются другие сокращения. Ниже они приводятся в том виде, в каком представлены в электронных таблицах Excel и Lotus.
| Язык             | Excel | Lotus | Язык             | Excel | Lotus | Язык      | Excel | Lotus | Язык     | Excel | Lotus |
| ---------------- | ----- | ----- | ---------------- | ----- | ----- | --------- | ----- | ----- | -------- | ----- | ----- |
| ассамский язык   | ট     | —     | бенгальский язык | টা     | ৳     | гуджарати | રૂ     | રુ     | каннада  | ರೂ     | रु     |
| конкани          | रु     | —     | малаялам         | ക     | ക     | манипури  | ৲     | —     | маратхи  | रु     | रु     |
| непальский язык  | रु     | —     | ория             | ଟ     | ଟ     | панджаби  | ਰੁ     | ਰੁ     | санскрит | रु     | —     |
| сингальский язык | රු.    | —     | тамильский язык  | ரூ     | ரூ     | телугу    | రూ     | రూ     | хинди    | रु     | रु     |

## Валюты, обозначаемые символами Rs и Rp
Как было отмечено выше, сокращение «₨» является символом нескольких валют с названием «рупия» (ниже приведён список из находящихся в обращении). В стандарте Юникод он назван «Символ рупии» (англ. Rupee Sign) и изображен в виде Rs. Однако в зависимости от используемого шрифта он может выводиться и как Rs (R+s), и как Rp (R+p)
| Денежная единица (на англ. и/или на языке страны эмитента) | Государство (территория) | Период обращения | Варианты краткого представления | Варианты краткого представления | Примеры использования | Примеры использования |
| Денежная единица (на англ. и/или на языке страны эмитента) | Государство (территория) | Период обращения | коды ISO 4217                   | символы                         | на денежных знаках    | на марках             |
| ---------------------------------------------------------- | ------------------------ | ---------------- | ------------------------------- | ------------------------------- | --------------------- | --------------------- |
| Индийская рупия                                            | Индия                    | 1835 — н.в.      | INR (356)                       | ₹                               |                       |                       |
| Индонезийская рупия                                        | Индонезия                | 1945 — н.в.      | IDR (360)                       | Rp                              |                       |                       |
| Маврикийская рупия                                         | Маврикий                 | 1876 — н.в.      | MUR (480)                       | ₨                               |                       |                       |
| Непальская рупия                                           | Непал                    | 1932 — н.в.      | NPR (524)                       | रू, ₨                            |                       |                       |
| Пакистанская рупия                                         | Пакистан                 | 1948 — н.в.      | PKR (586)                       | ₨                               |                       |                       |
| Сейшельская рупия                                          | Сейшельские Острова      | 1914 — н.в.      | SCR (690)                       | ₨                               |                       |                       |
| Шри-Ланкийская рупия                                       | Шри-Ланка                | 1951 — н.в.      | LKR (144)                       | ₨, රු, ௹                         |                       |                       |